# میدان مل لستمن

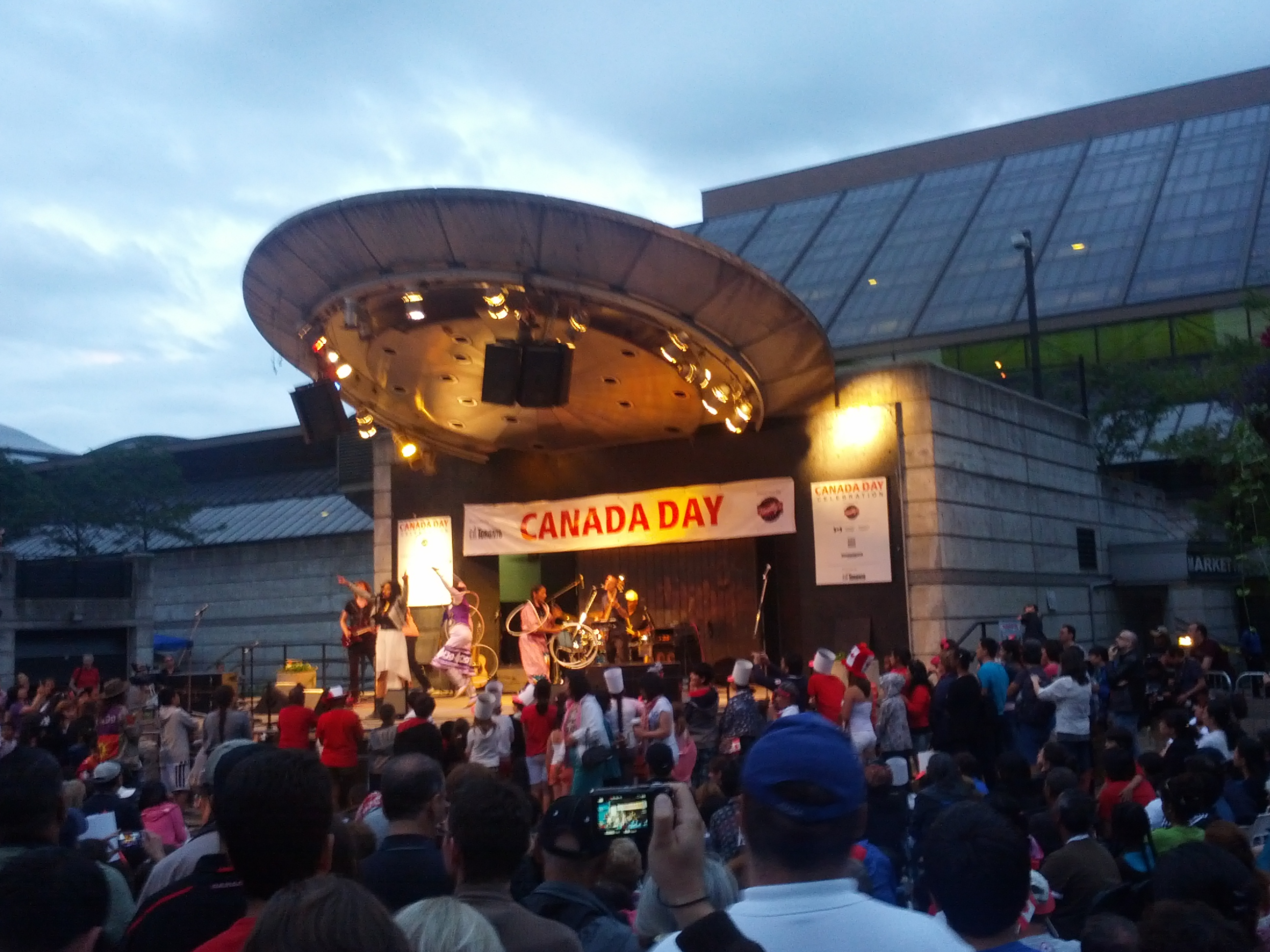

میدان مل لستمن (به انگلیسی: Mel Lastman Square) میدانی عمومی در مرکز شهری نورت یورک در تورنتو، انتاریو، کانادا است. این میدان به افتخار مل لستمن شهردار سابق نورت یورک (و تورنتو) نامگذاری شده‌است.
قصد این بود که میدان مل لستمن که از شرق به خیابان یانگ، از جنوب به شورای آموزش و پرورش منطقه تورنتو، از غرب به مرکز شهری نورت یورک و از شمال به کتابخانه مرکزی نورت یورک محدود می‌شود، قلب نورت یورک باشد.